# Nijlân & De Zwette
Nijlân & De Zwette is een wijk aan de westzijde van de stad Leeuwarden, in de Nederlandse provincie Friesland.
Door het gebied stroomt de Zwette en het Van Harinxmakanaal (met het Margaretha Zelle Akwadukt). De rijksweg Haak om Leeuwarden (N31) loopt erdoorheen en drie spoorlijnen: Leeuwarden - Zwolle, Leeuwarden - Harlingen en Leeuwarden - Stavoren. Aan de zuidpunt van de wijk ligt Knooppunt Werpsterhoek.
In 2018 zijn de wijken Nijlân en Bedrijventerrein West opgegaan in de wijk Nijlân & De Zwette. Deze wijk bestaat op zijn beurt uit tien buurten:
- Nijlân
- De Zwette I Harlingervaart
- De Zwette II Zwettehaven
- De Zwette III Schenkenschans
- De Zwette IV Businesspark
- De Zwette V Newton
- De Zwette VI Deinumerpolder
- EnergieCampus Sylsterrak
- Buitengebied De Zwette. De proefboerderij Dairy Campus is er gevestigd.
- Buitengebied West

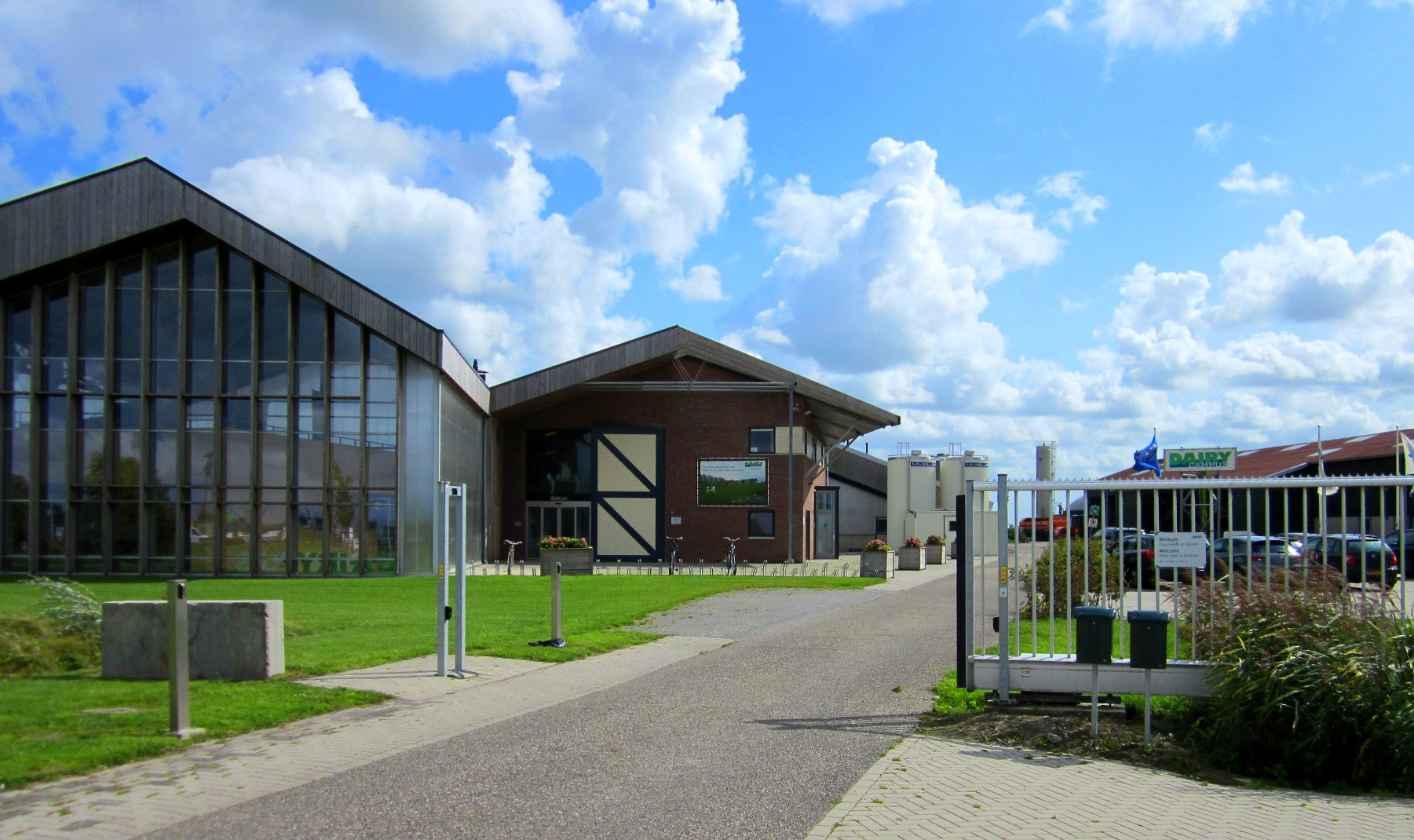
Dairy Campus
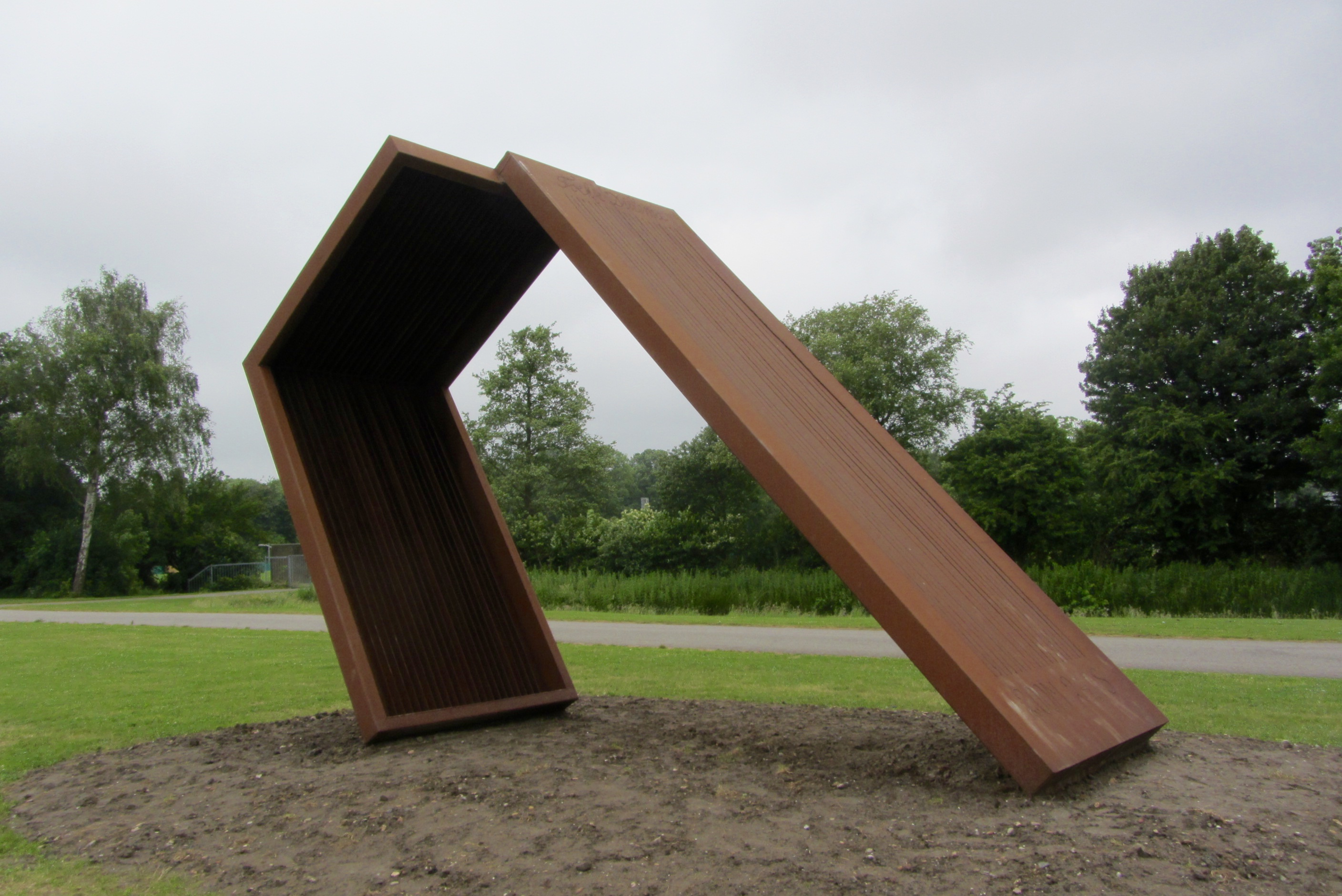
Eerbetoon aan Foekje Dillema

Wijken: Aldlân & De Hemrik · Bilgaard & Havankpark e.o. · Binnenstad · Camminghaburen e.o.  · De Zuidlanden · Heechterp & Schieringen · Hempens/Teerns & Zuiderburen · Huizum-West · Middelsee · Nijlân & De Zwette · Oud-Oost · Potmargezone ·  Sonnenborgh e.o.  · Vossepark & Helicon · Vrijheidswijk · Westeinde e.o.

Voormalige wijken: Aldlân · Bedrijventerrein-Oost · Bedrijventerrein West · Camminghaburen · De Zwette · Grote Wielen & De Groene Ster · Huizum-Oost · Oldegalileën & Bloemenbuurt · Oranjewijk & Tulpenburg · Schieringen & De Centrale · Vlietzone · Tjerk Hiddes & Cambuursterhoek · Transvaalwijk & Rengerspark · Valeriuskwartier & Magere Weide · Vogelwijk & Muziekwijk

Buurten: Achter de Hoven · Aldlân-Oost · Aldlân-West · Barrahûs · Bilgaard · Blitsaerd · Bloemenbuurt · Blokhuisplein · Boksumerhoeke · Bonifatius ·  Buitengebied De Zwette · Buitengebied Noordwest · Buitengebied West · Cambuur · Cambuursterpad · Camminghaburen-Midden · -Noord · -Zuid · De Centrale · De Groene Ster · De Klamp · De Fellingen · De Waag · De Werp · De Zuidlanden · De Zwette I Harlingervaart ·  De Zwette II Zwettehaven ·  De Zwette III Schenkenschans · De Zwette IV Businesspark · De Zwette V  Newton · De Zwette VI Deinumerpolder · EnergieCampus Sylsterrak · Gerard Dou · Grote Kerkbuurt · Grote Wielen · Harlingervaart Noord · Havankpark · Havenstêd ·  Heechterp · Helicon · Hemrik · Hoek · Hollanderwijk · Huizum-Badweg · -Bornia · -Dorp · -Sixma · Indische buurt · Jan van Scorelbuurt · Julianapark · Magere Weide · Molenpad · Nieuwestad · Nijlân · Oldegalileën · Oldehove · Oranjewijk · Rapenburg · Rengerspark · Schepenbuurt · Schieringen · Snakkerburen · Sonnenborgh · Stationskwartier · Techum · Transvaalwijk · Tulpenburg · Valeriuskwartier · Vierhuisterweg e.o. · Vogelwijk · Vossepark · Welgelegen · Westeinde · Wetterstêd · Wiarda · Wielenpôlle · Zaailand · Zamenhofpark · Zeeheldenbuurt · Zuiderburen